# Ḥ
Ḥ és una transcripció que s'utilitza per a:
- El signe visarga del sànscrit, al·lòfon de /r/ i de /s/.
- El so de la consonant fricativa faríngia sorda, de la Ḥet (ח) semítica.[1][2]
- En asturià, indica el so [h], com la lletra h en anglès.